# Denis Villeneuve
Pour les articles homonymes, voir Villeneuve.
Denis Villeneuve, né le 3 octobre 1967 à Bécancour (Québec), est un réalisateur, scénariste et producteur de cinéma québécois.
Après une expérience dans le film documentaire, il se lance dans la réalisation de long-métrages de fiction dans son pays natal. Le succès international de son drame québécois Incendies lui ouvre la porte d'Hollywood. Là, Villeneuve y réalise plusieurs films particulièrement appréciés par la critique, dont les thrillers Prisoners (2013) et Sicario (2015), ainsi que les films de science-fiction Premier Contact (2016) et Blade Runner 2049 (2017), ce dernier agissant en tant que suite au film de Ridley Scott.
Son film Dune (2021), adapté du roman éponyme de Frank Herbert, connaît un succès critique, et commercial au box-office international. Il lui vaut des nominations aux Oscars pour le meilleur scénario adapté et le meilleur film, et remporte six récompenses à la 94e cérémonie des Oscars. En 2024, sa suite rencontre le même succès critique que son prédécesseur et est nommée pour cinq Oscars, dont celui du meilleur film, et remportant deux trophées. 
En 2025, les studios Amazon MGM annoncent qu'il réalisera le 26e film de la légendaire saga James Bond.

## Biographie

### Origines
Issu d'une lignée de notaires, Denis Villeneuve naît le 3 octobre 1967 à Gentilly, un secteur de la ville de Bécancour au Québec. Il est l'aîné de quatre enfants.
Son ancêtre paternel est Mathieu Amiot dit Villeneuve, originaire d'Estrées, et ancien seigneur de la seigneurie de Bonsecours de 1672 à 1688,. La seigneurie sera confiée à sa veuve, Marie Miville, jusqu'en 1701, année où elle la vend.

### Jeunesse et formation
Denis Villeneuve fréquente le séminaire Saint-Joseph de Trois-Rivières, puis fait des études en sciences de la nature au Cégep de Trois-Rivières, puis ses études universitaires en cinéma à l'Université du Québec à Montréal.
À 23 ans, il remporte la Course destination monde 1990-1991, émission diffusée par la télévision de Radio-Canada, dans laquelle les concurrents réalisaient de courts films en parcourant différentes régions du monde. Denis Villeneuve se rend notamment en Thaïlande, en Chine, en Inde, en Turquie et en URSS. Le concours réserve à son gagnant un billet pour réaliser un film avec l'Office national du film du Canada (ONF).

### Débuts de réalisateur (1988-1996)
Après avoir accompagné Pierre Perrault dans le Grand Nord canadien pour son tout dernier film, Cornouailles, Denis Villeneuve réalise son premier film professionnel avec l'ONF, sur un thème imposé fourni par l'Agence canadienne de développement international : le multiculturalisme. Tourné en Jamaïque, REW FFWD raconte l'histoire d'un photographe retenu par une panne d'auto dans un quartier réputé dangereux.
En 1996, il scénarise et réalise un des segments du film collectif Cosmos, sélectionné à la Quinzaine des réalisateurs au 50e Festival de Cannes et récipiendaire du prix international des cinémas d’art et d’essai.

### Révélation critique du cinéma québécois (1998-2010)
En 1998, il signe le scénario et la réalisation de son premier long-métrage, Un 32 août sur Terre, une comédie dramatique mettant en vedette Pascale Bussières et Alexis Martin et tournée en partie près de Salt Lake City. Présenté dans plus de trente-cinq festivals internationaux, le film fait notamment partie des sélections officielles de Cannes et Toronto. Un 32 août sur Terre est aussi retenu pour représenter le Canada aux Oscars 1999 dans la catégorie du « meilleur film en langue étrangère ».
En 2000, il écrit et réalise son deuxième long métrage, Maelström, autre comédie dramatique dans laquelle Marie-Josée Croze incarne une jeune femme en crise. Le film est présenté en première mondiale au Festival des films du monde de Montréal avant d'être sélectionné par une quarantaine de festivals, dont ceux de Sundance et de Toronto. Maelström récolte plus de vingt-cinq prix à travers le monde, parmi lesquels le Prix de la Critique Internationale (FISPRESCI) au Festival de Berlin, le Prix SACD pour le meilleur scénario, ainsi que le Prix Génie du meilleur film au Canada. Maelström représente à son tour le Canada aux Oscars en 2001.
Il réalise un court métrage de fiction intitulé Next Floor qui, après avoir été présenté lors de la Semaine de la critique au Festival de Cannes en mai 2008, remporte le Grand Prix Canal+ du meilleur court-métrage.
Il confirme en signant le long-métrage Polytechnique, portant sur la tuerie de l'École Polytechnique de Montréal, présenté à la Quinzaine des réalisateurs lors du 62e Festival de Cannes.
L'année suivante, il dévoile Incendies. Adaptation cinématographique de la pièce à succès de Wajdi Mouawad, Incendies est une œuvre complexe décrivant la quête identitaire de deux jumeaux dans un contexte particulier. La première a lieu à la Mostra de Venise. Le film est nommé aux Oscars 2011 dans la catégorie du « meilleur film en langue étrangère ». Il remporte huit prix Génie ainsi que neuf prix Jutra, notamment ceux du meilleur film et de la meilleure réalisation. Incendies est considéré par le New York Times comme un des 10 meilleurs films de 2011.

### Passage à Hollywood (2013-)

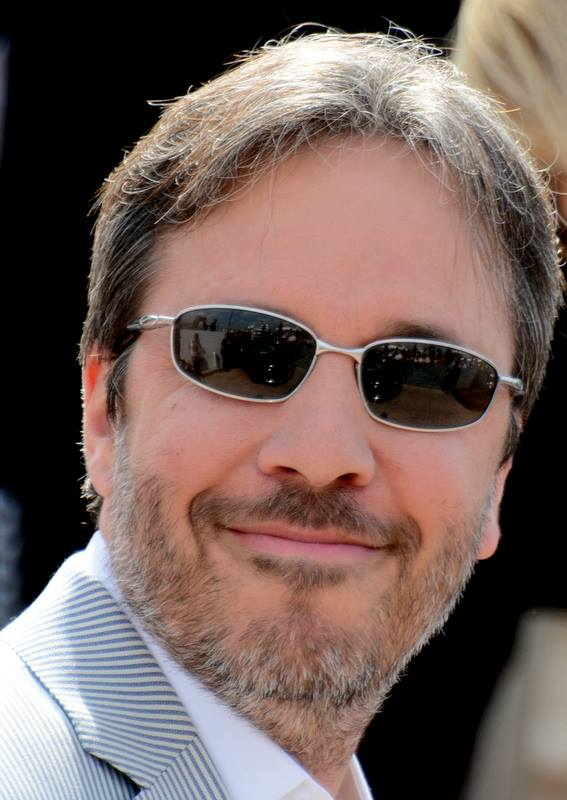
Denis Villeneuve à la première de Sicario au Festival de Cannes 2015.

L'année 2013 marque son arrivée sur le marché hollywoodien : il est derrière les thrillers psychologiques Prisoners, puis Enemy (bien que ce dernier ait été tourné en premier, déjà avec Jake Gyllenhaal). Les deux longs-métrages sont présentés au 38e Festival international du film de Toronto, et sont acclamés par la critique. Prisoners est nommé à l'Oscar de la meilleure photographie en 2014.
Lors du Festival de Cannes 2015, son thriller d'action Sicario, réunissant Emily Blunt, Josh Brolin et Benicio del Toro est en compétition pour la Palme d'or. Le film est nommé aux Oscars dans 3 catégories, notamment celle de la meilleure photographie (une nouvelle fois pour Roger Deakins). Benicio del Toro, de son côté, est nommé au BAFTA du meilleur acteur dans un second rôle.
Cette trilogie de thrillers noirs bouclée, il se lance dans la science-fiction — et de plus gros budgets — avec le tournage de Premier Contact, adapté d'une nouvelle de Ted Chiang. Il y dirige les stars Amy Adams et Jeremy Renner dans les rôles principaux. Le film est dévoilé à la Mostra de Venise en 2016, puis reçoit huit nominations aux Oscars en 2017, dont celle du meilleur film et de la meilleure réalisation.
Il enchaîne avec une suite très attendue en étant choisi pour mettre en scène Blade Runner 2049, suite du classique Blade Runner de Ridley Scott. Villeneuve est annoncé au poste de réalisateur en février 2015 par Alcon Entertainment. Harrison Ford y reprend son rôle, face à un nouveau héros incarné par Ryan Gosling. Ridley Scott, réalisateur pour le premier film, se cantonne cette fois au rôle de producteur. Le long-métrage sort à la rentrée 2017.
En septembre 2017, il révèle que le rôle tenu par Jared Leto dans Blade Runner 2049 devait être tenu initialement par David Bowie, décédé le 10 janvier 2016 pendant la préproduction du film. En octobre 2017, Blade Runner 2049 sort en salle : le film est très bien accueilli par la critique mais connaît un succès commercial mitigé.
Le 31 janvier 2017, le studio Legendary annonce que Denis Villeneuve sera le réalisateur de Dune, nouvelle adaptation du roman éponyme de Frank Herbert, dans lequel joueront les acteurs Timothée Chalamet, Zendaya, Rebecca Ferguson, Charlotte Rampling, Jason Momoa, Oscar Isaac, Stellan Skarsgård et David Bautista. Le film Dune est dévoilé en avant-première à la Mostra de Venise le 3 septembre 2021, hors-compétition. Pour Dune, le cinéaste obtient le prix Harold Lloyd 2022 à l'occasion des 12e Lumières Awards. Sa suite, Dune, deuxième partie, tournée durant l'été 2022, et dont la sortie était prévue en novembre 2023 avant un important mouvement de grève, sort finalement en mars 2024. Le film remporte les prix du meilleur son et des meilleurs effets visuels lors de la 97e cérémonie des Oscars.

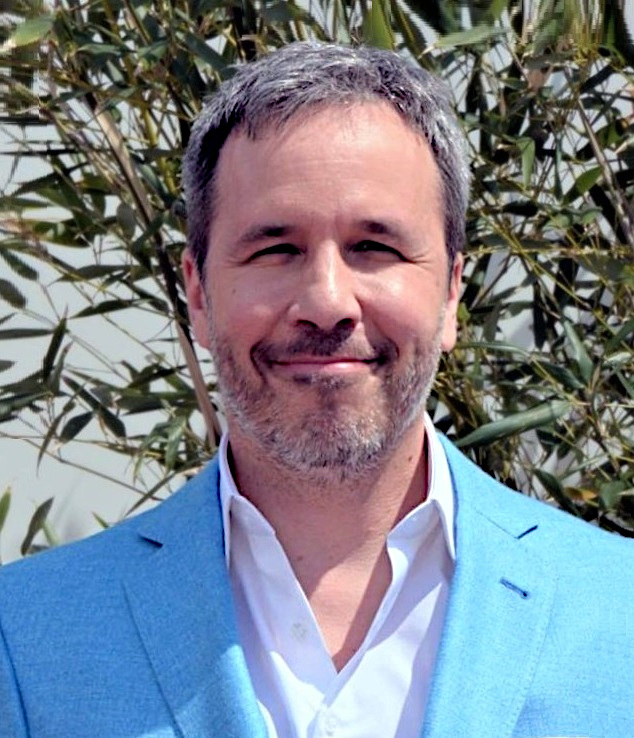
Denis Villeneuve au 78e Festival de Cannes.

En 2018, il fait partie du jury du Festival de Cannes, présidé par Cate Blanchett, aux côtés des actrices Léa Seydoux et Kristen Stewart, de la réalisatrice Ava DuVernay, de la chanteuse Khadja Nin, de l'acteur Chang Chen et des réalisateurs Robert Guédiguian et Andreï Zviaguintsev.
En 2024, il revient au Québec afin d'y recevoir le prix Iris-Hommage du 26e gala Québec Cinéma le récompensant pour l'ensemble de sa contribution au rayonnement de la cinématographie québécoise dans le monde.
Après le troisième volet de sa trilogie Dune, Denis Villeneuve doit adapter le roman de science-fiction d'Arthur C. Clarke, Rendez-vous avec Rama. Le 25 juin 2025, on annonce qu'il réalisera aussi le prochain film de la série James Bond maintenant produite par les studios Amazon MGM.

### Mécénat
Villeneuve fait un « don majeur » à la rénovation du cinéma du Parc à Montréal, achevée en 2024.

### Vie privée
Aîné de quatre enfants, Denis Villeneuve a une sœur, qui travaille en tant qu'infirmière en Suisse, et deux frères ; Martin Villeneuve est également cinéaste tandis que son autre frère, Claude, est devenu juge à la Cour supérieure du Québec, district de Sherbrooke, le 19 juin 2015,. Il est le conjoint de la journaliste et cinéaste franco-ontarienne Tanya Lapointe après avoir été en couple avec l'actrice québécoise Macha Grenon,. Il a trois enfants issus d'une relation précédente.

## Filmographie

### Réalisateur

#### Longs métrages
- 1998 : Un 32 août sur terre
- 2000 : Maelström
- 2009 : Polytechnique
- 2010 : Incendies
- 2013 : Prisoners
- 2013 : Enemy
- 2015 : Sicario
- 2016 : Premier Contact (Arrival)
- 2017 : Blade Runner 2049
- 2021 : Dune : Première partie (Dune)
- 2024 : Dune, deuxième partie (Dune : Part Two)
- 2026 : Dune, troisième partie (Dune : Part Three)

#### Courts métrages
- 1990-1991 : La Course Europe-Asie (Sur les traces du camérosaure, Terre des Hommes et d'autres)
- 1994 : REW-FFWD (moyen-métrage documentaire)
- 1994 : Ensorcelée (vidéoclip de la chanson de Daniel Bélanger)
- 1995 : Querer (vidéoclip d’une chanson tirée du spectacle Alegría du Cirque du Soleil)
- 1996 : Cosmos (segment "Le Technétium" - film collectif)
- 2006 : 120 Seconds to get elected
- 2007 : Un cri au bonheur (segment "Bonheur durable" - film collectif)
- 2008 : Next Floor
- 2011 : Rated R for Nudity
- 2011 : Étude empirique sur l'influence du son sur la persistance rétinienne

### Scénariste
- 1996 : Cosmos
- 1998 : Un 32 août sur terre
- 2000 : Maelström
- 2009 : Polytechnique
- 2010 : Incendies
- 2021 : Dune : Première partie (Dune)
- 2024 : Dune, deuxième partie (Dune : Part Two)
- 2026 : Dune, troisième partie (Dune : Part Three)

### Acteur
- 1995 : Zigrail d'André Turpin : Denis

## Accueil

### Accueil critique
| No | Film                   | Presse É-U (Metacritic) | Presse française (Allociné) |
| -- | ---------------------- | ----------------------- | --------------------------- |
| 1  | Un 32 août sur terre   | 61                      | 3,4/5                       |
| 2  | Maelström              | 66                      | 3,0/5                       |
| 3  | Polytechnique          | 63                      | 3,9/5                       |
| 4  | Incendies              | 80                      | 3,8/5                       |
| 5  | Prisoners              | 74                      | 3,8/5                       |
| 6  | Enemy                  | 61                      | 3,5/5                       |
| 7  | Sicario                | 82                      | 4,0/5                       |
| 8  | Premier Contact        | 81                      | 4,1/5                       |
| 9  | Blade Runner 2049      | 81                      | 3,6/5                       |
| 10 | Dune                   | 75                      | 4,4/5                       |
| 11 | Dune : deuxième partie | 79                      | 4,2/5                       |
|    | Moyenne                | 73                      | 3,8/5                       |

### Box-office
| No    | Film                  | Budget        | Monde           | États-Unis    | France             |
| ----- | --------------------- | ------------- | --------------- | ------------- | ------------------ |
| 1     | Un 32 août sur terre  | NC            | NC              | NC            | 10 265 entrées     |
| 2     | Maelström             | 3 400 000 $   | 254 380 $       | 254 380 $     |                    |
| 3     | Polytechnique         | 6 000 000 $   | 2 140 755 $     | NC            | NC                 |
| 4     | Incendies             | 6 800 000 $   | 16 038 343 $    | 6 857 096 $   | 321 471 entrées    |
| 5     | Prisoners             | 46 000 000 $  | 122 127 446 $   | 61 002 302 $  | 1 155 295 entrées  |
| 6     | Enemy                 | NC            | 4 593 736 $     | 1 008 726 $   | 203 225 entrées    |
| 7     | Sicario               | 30 000 000 $  | 84 997 446 $    | 46 889 293 $  | 443 157 entrées    |
| 8     | Premier Contact       | 47 000 000 $  | 203 389 228 $   | 100 546 139 $ | 866 769 entrées    |
| 9     | Blade Runner 2049     | 150 000 000 $ | 267 691 236 $   | 92 071 675 $  | 1 227 518 entrées  |
| 10    | Dune Première partie  | 165 000 000 $ | 433 923 892 $   | 108 897 830 $ | 3 243 660 entrées  |
| 11    | Dune, deuxième partie | 190 000 000 $ | 711 844 358 $   | 282 144 358 $ | 4 108 956 entrées  |
| Total | Total                 | 644 200 000 $ | 1 847 000 408 $ | 699 671 799 $ | 11 580 316 Entrées |

## Distinctions
Cette section récapitule les principales récompenses et nominations obtenues par Denis Villeneuve. Pour une liste plus complète, consulter IMDb.

### Récompenses
- Festival de Locarno 1994 : prix de la New York Film Academy pour REW FFWD.
- Festival de Cannes 1997 : prix Art & Essai à la Quinzaine des Réalisateurs pour Cosmos.
- Berlinale 2001 : prix FIPRESCI pour Maelström.
- Festival de Cannes 2008 : Grand Prix Canal+ du meilleur court-métrage à la Semaine de la critique pour Next Floor.
- Prix Génie du meilleur court-métrage pour Next Floor.
- Prix Génie du meilleur film et de la meilleure réalisation pour Polytechnique.
- Prix Génie du meilleur film et de la meilleure réalisation pour Incendies.
- Festival de Toronto 2010 (non-compétitif) : Meilleur film canadien pour Incendies.
- Lumières 2012 : Lumière du meilleur film francophone pour Incendies
- Prix Écrans canadiens 2014 : meilleure réalisation pour Enemy
- Filmmaker of the Decade Award 2020 décerné par la Hollywood Critics Association (en)
- Prix Harold Lloyd 2022[17]
- 26e gala Québec Cinéma : Prix Iris-Hommage pour l'ensemble de sa carrière

### Nominations
- Oscars 2011 : meilleur film en langue étrangère pour Incendies
- BAFTA 2012 : meilleur film en langue étrangère pour Incendies
- César 2012 : meilleur film étranger pour Incendies
- BAFTA 2017 : meilleur film et meilleure réalisation pour Premier Contact
- Oscars 2017 :meilleur film et meilleure réalisation pour Premier Contact
- BAFTA 2018 : meilleure réalisation pour Blade Runner 2049
- Golden Globes 2022 : meilleure réalisation pour Dune
- Oscars 2022 : meilleur scénario adapté pour Dune
- Oscars 2025 : meilleur film pour Dune, deuxième partie

### Sélections
- Festival de Cannes 1998 : sélection Un Certain Regard pour Un 32 août sur terre.
- Festival de Cannes 2009 : sélection à la Quinzaine des Réalisateurs pour Polytechnique.
- Mostra de Venise 2010 : sélection « Venice Days » pour Incendies.
- Top 10 Films du National Board of Review pour Prisoners.
- Festival de Cannes 2015 : sélection officielle en compétition pour Sicario.
- Festival du cinéma américain de Deauville 2015 : sélection hors compétition pour Sicario (film de clôture).
- Mostra de Venise 2016 : sélection en compétition pour Premier Contact.

### Décorations
- Compagnon de l'Ordre des arts et des lettres du Québec (2016)[62].
- Doctorat honorifique de l'UQAM (2017)[63].
- Officier de l'Ordre du Canada (2017)[64].
- Chevalier de l'ordre des Arts et des Lettres (2024)[65].

### Bases de données et dictionnaires
- Ressources relatives à l'audiovisuel :   - Africultures
  - AllMovie
  - Allociné
  - American Film Institute
  - César du cinéma
  - Ciné-Ressources
  - IMDb
  - Korean Movie Database
  - Office national du film du Canada
  - Oscars du cinéma
  - Unifrance
- Ressources relatives aux beaux-arts :   - Museum of Modern Art
  - Union List of Artist Names
- Ressources relatives à la musique :   - Discogs
  - MusicBrainz
- Ressource relative à plusieurs domaines :   - Radio France
- Notices dans des dictionnaires ou encyclopédies généralistes :   - L'Encyclopédie canadienne
  - Munzinger
  - Store norske leksikon
- Notices d'autorité :   - VIAF
  - ISNI
  - BnF (données)
  - IdRef
  - LCCN
  - GND
  - Espagne
  - Pays-Bas
  - Pologne
  - Israël
  - NUKAT
  - Catalogne
  - Canada
  - Norvège
  - Tchéquie
  - Corée du Sud